# Oldsmobile
Az Oldsmobile egy nevezetes amerikai autómárka volt 1897 és 2004 között. A céget Olds Motor Vehicle Co. néven alapította Ransom E. Olds 1897-ben. A cég hamarosan a General Motors része (divíziója) lett. Ransom Eli Olds 1904-ben kiszorult a cégből és megalapította a REO Motor Car Company-t.
A General Motors divíziójaként a Chevroletnél és a Pontiacnál drágább, a Buickhoz hasonló presztízzsel rendelkező, a Cadillacnél olcsóbb modelleket gyártott. A műszaki fejlesztésben is sikereket ért el a cég: ilyen volt pl. 1940-ben az első teljesen automatikus sebességváltó, a Hydramatic, vagy 1949-ben a Rocket 88 jelű V-8-as motor. 1985-ben készült el az 1.000.000-ik Oldsmobile gépkocsi.
Az 1990-es években a cég hanyatlásnak indult és a termelés 2004. április 29-én megszűnt.

## Képgaléria

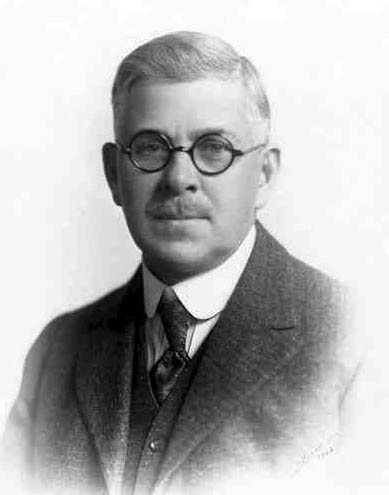
Ransom Eli Olds, a cég alapítója
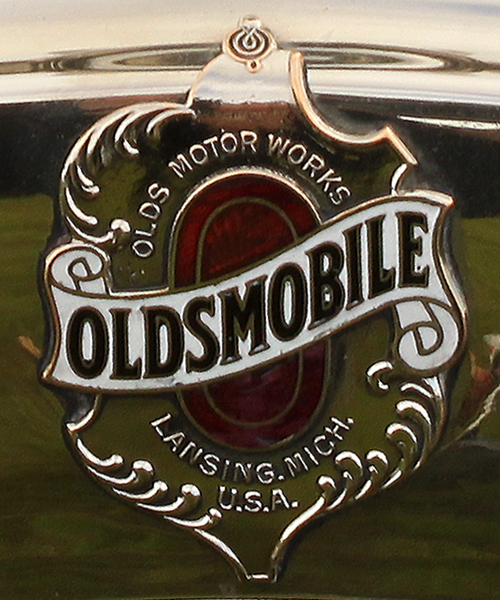
Az első Oldsmobile-logó
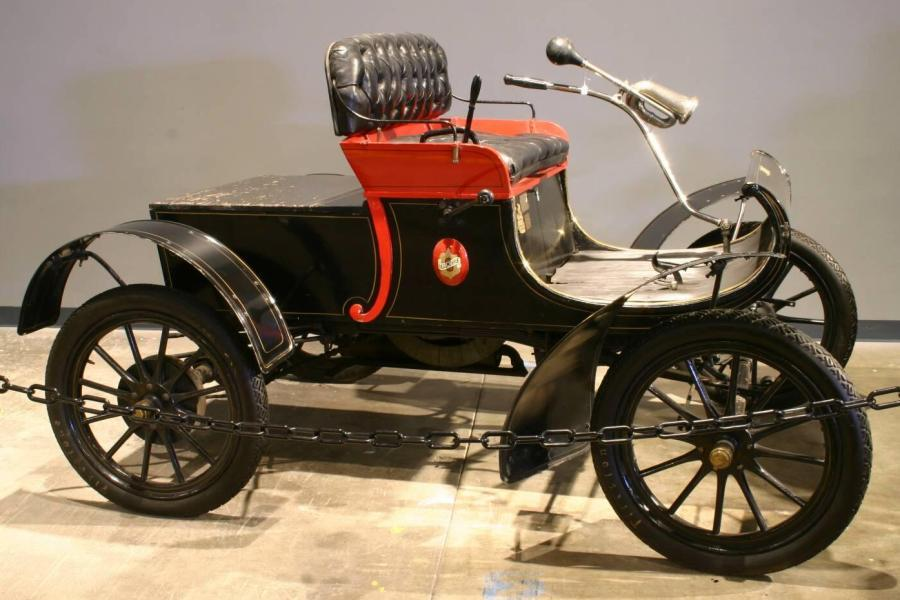
Az 1904-es Model 6C, más néven Curved-Dash-Olds
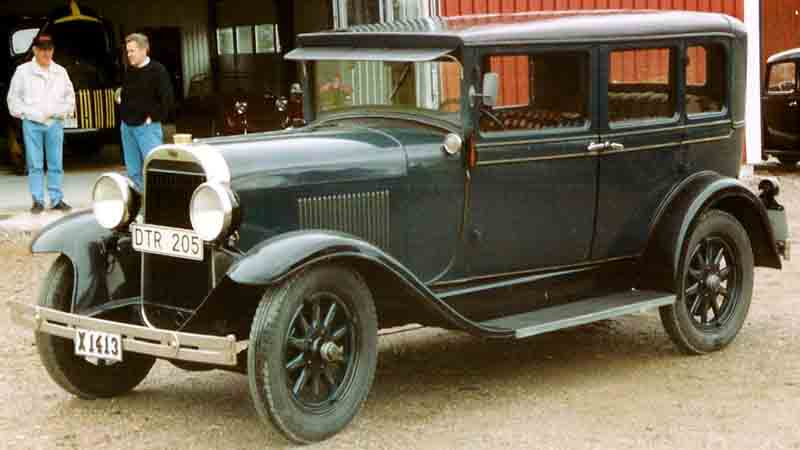
1928 Oldsmobile 4-door sedan
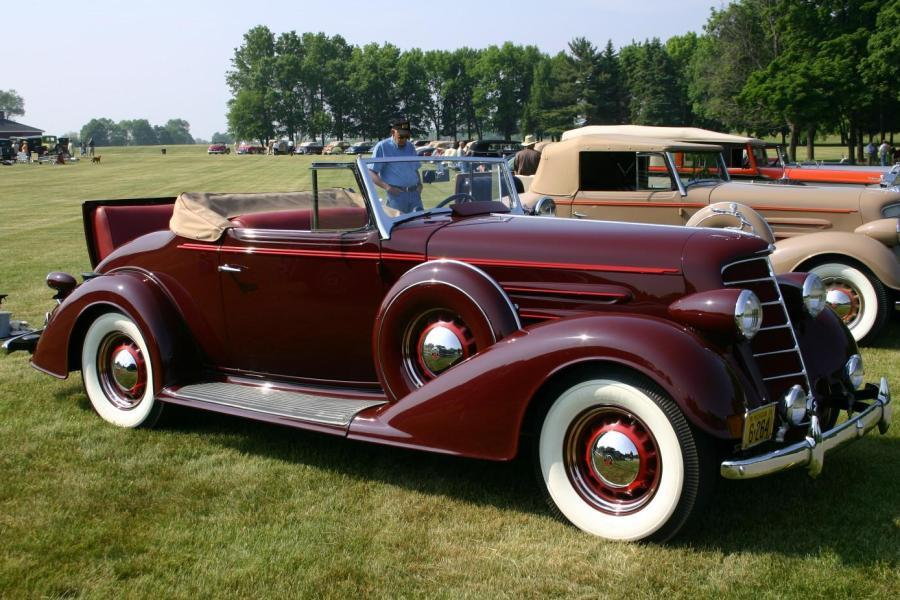
1934 Oldsmobile 8 convertible coupe (Model L-34)
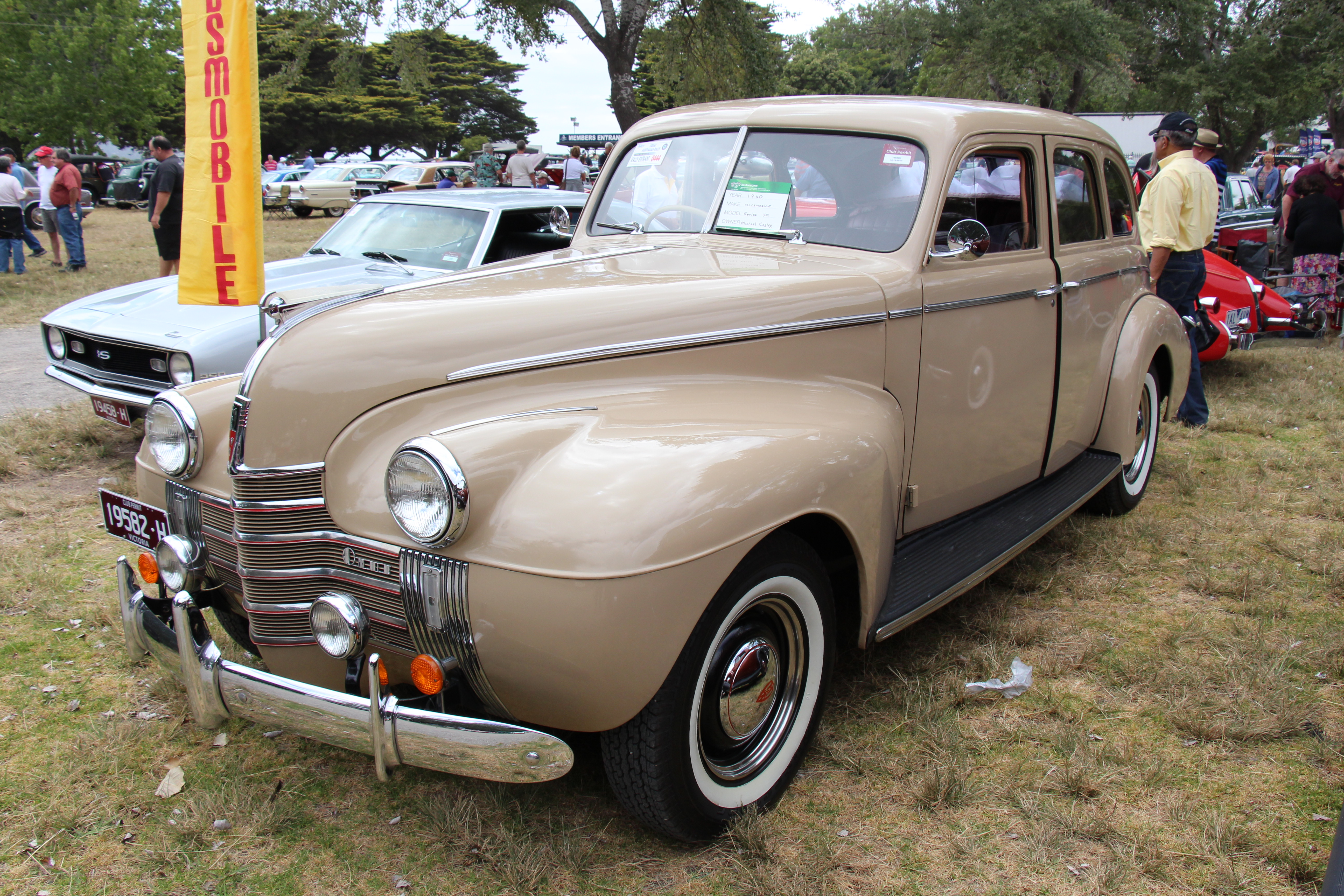
Az 1940-es Oldsmobile Series 70
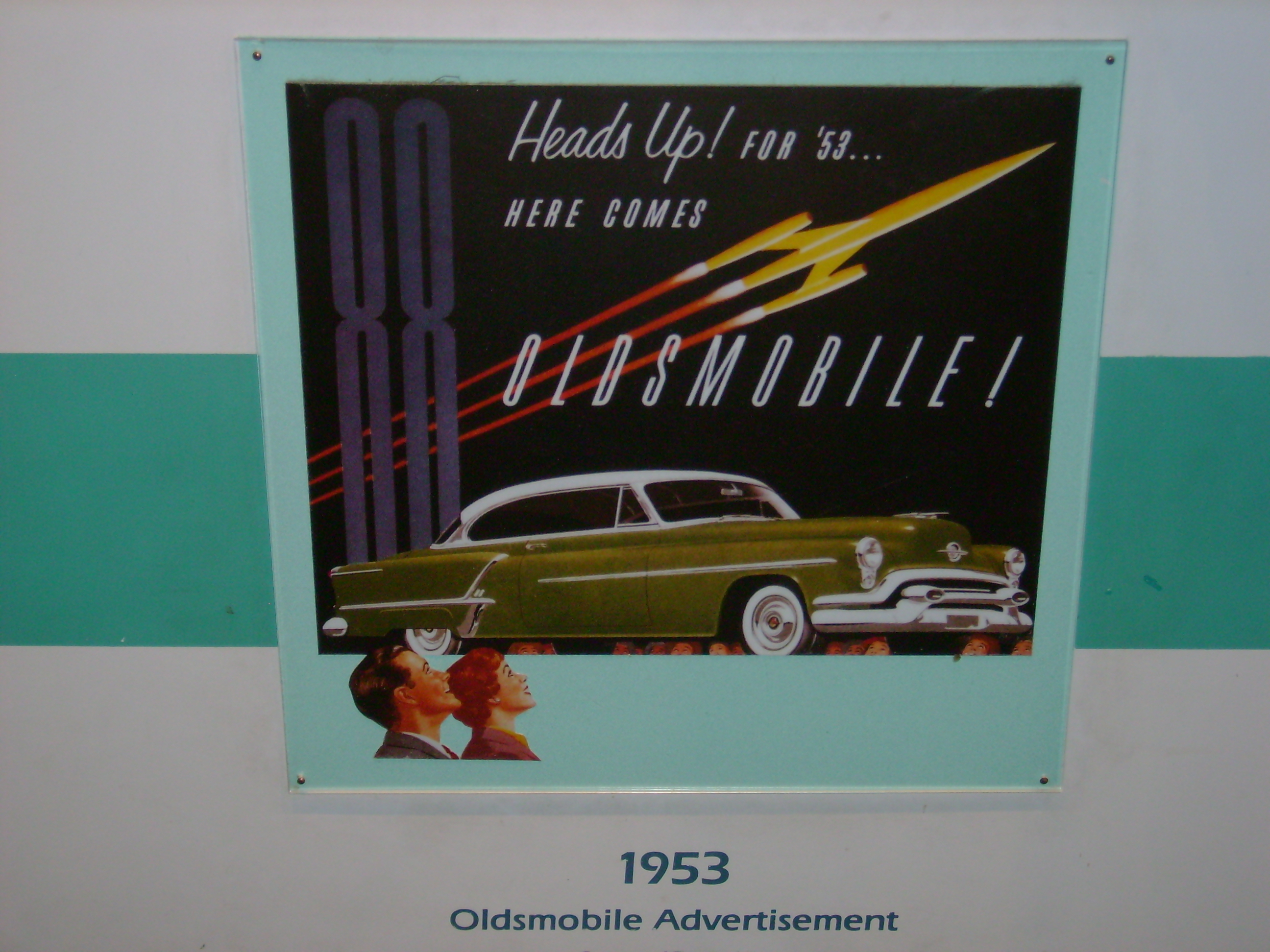
1953-as Oldsmobile hirdetés
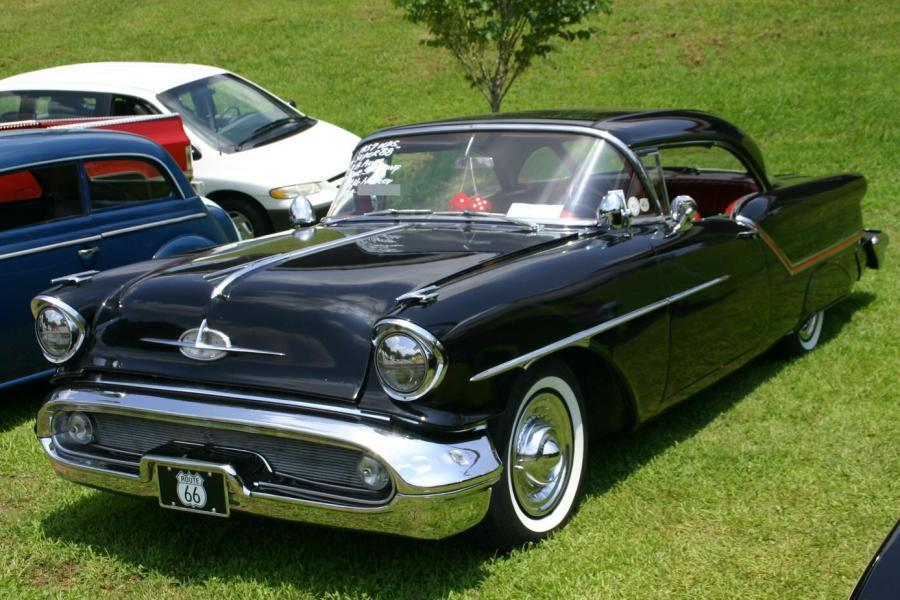
1957 Oldsmobile Super 88 Holiday coupe
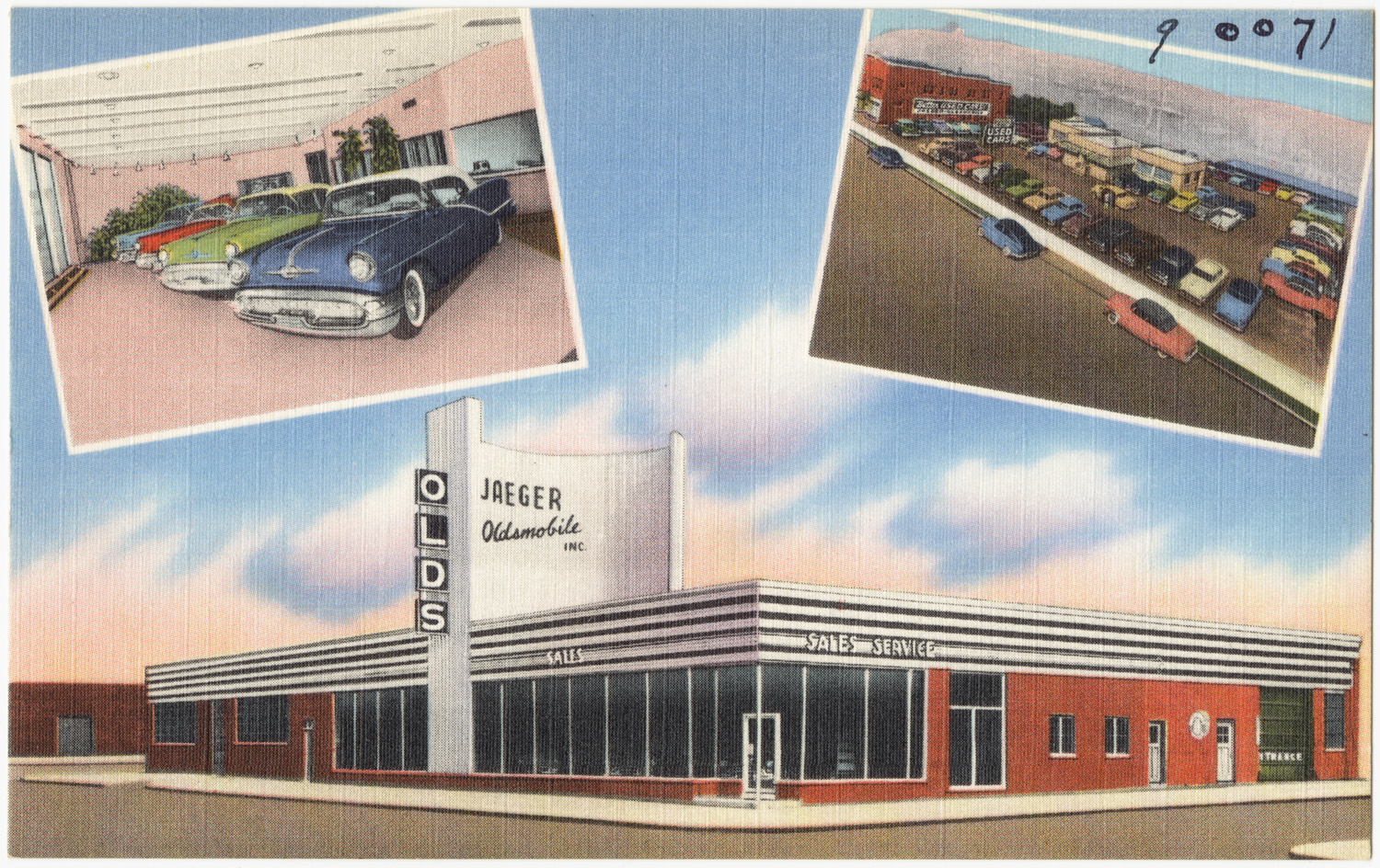
Oldsmobile-kereskedő üzlete Wisconsinban, 1957 körül
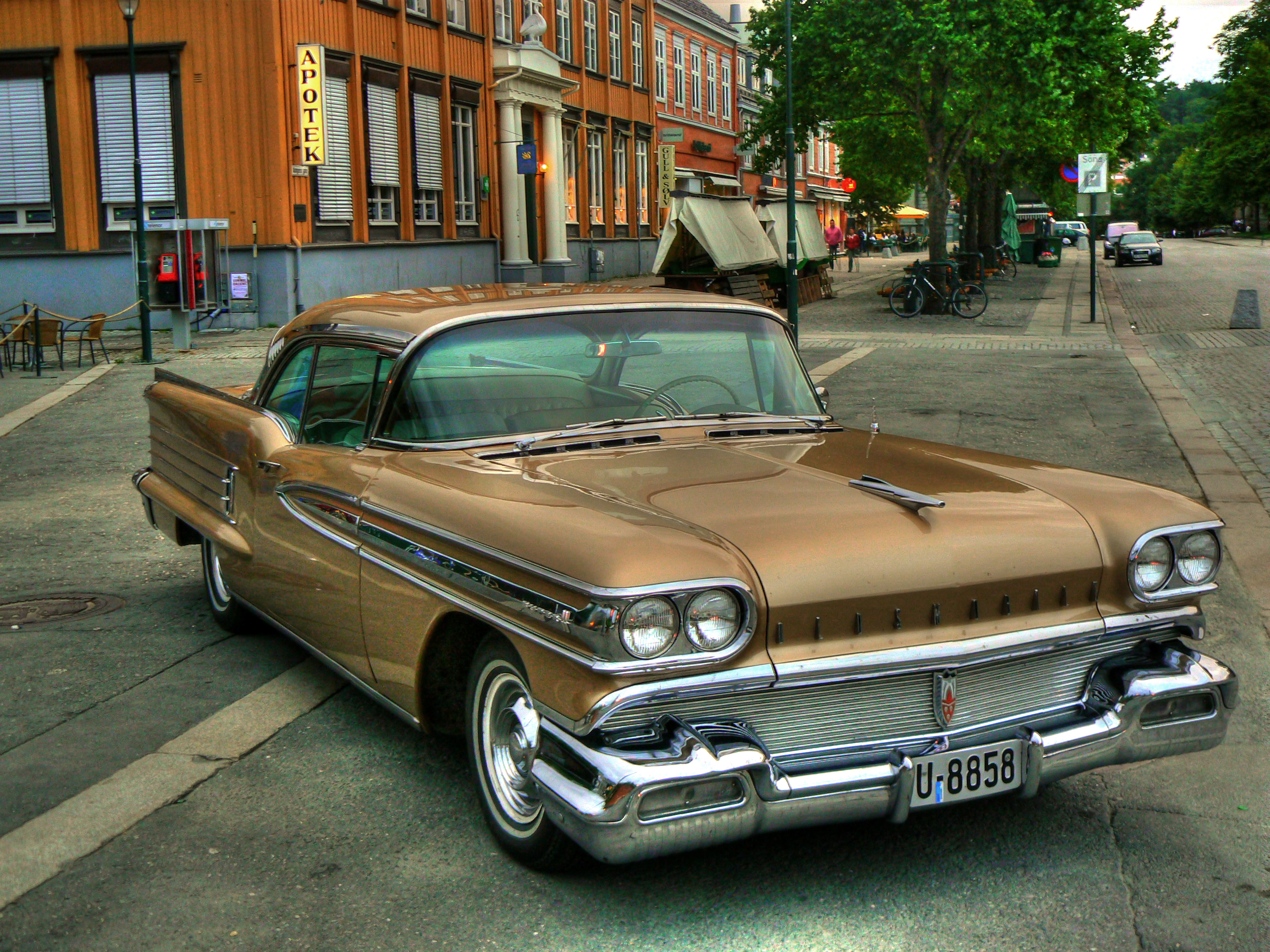
1958 Oldsmobile Super 88 Holiday coupe
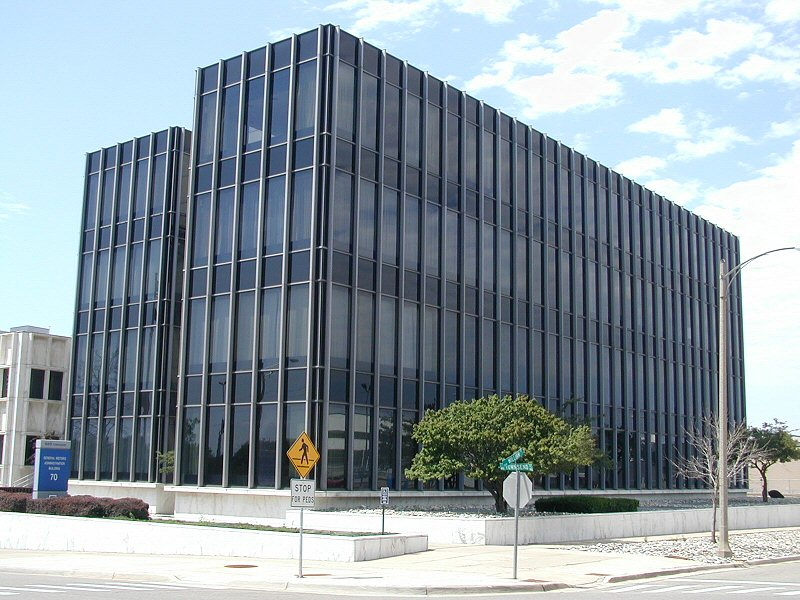
Az Oldsmobile székháza (1966) – Building 70
A Rocket 88 motívumát tükröző logók
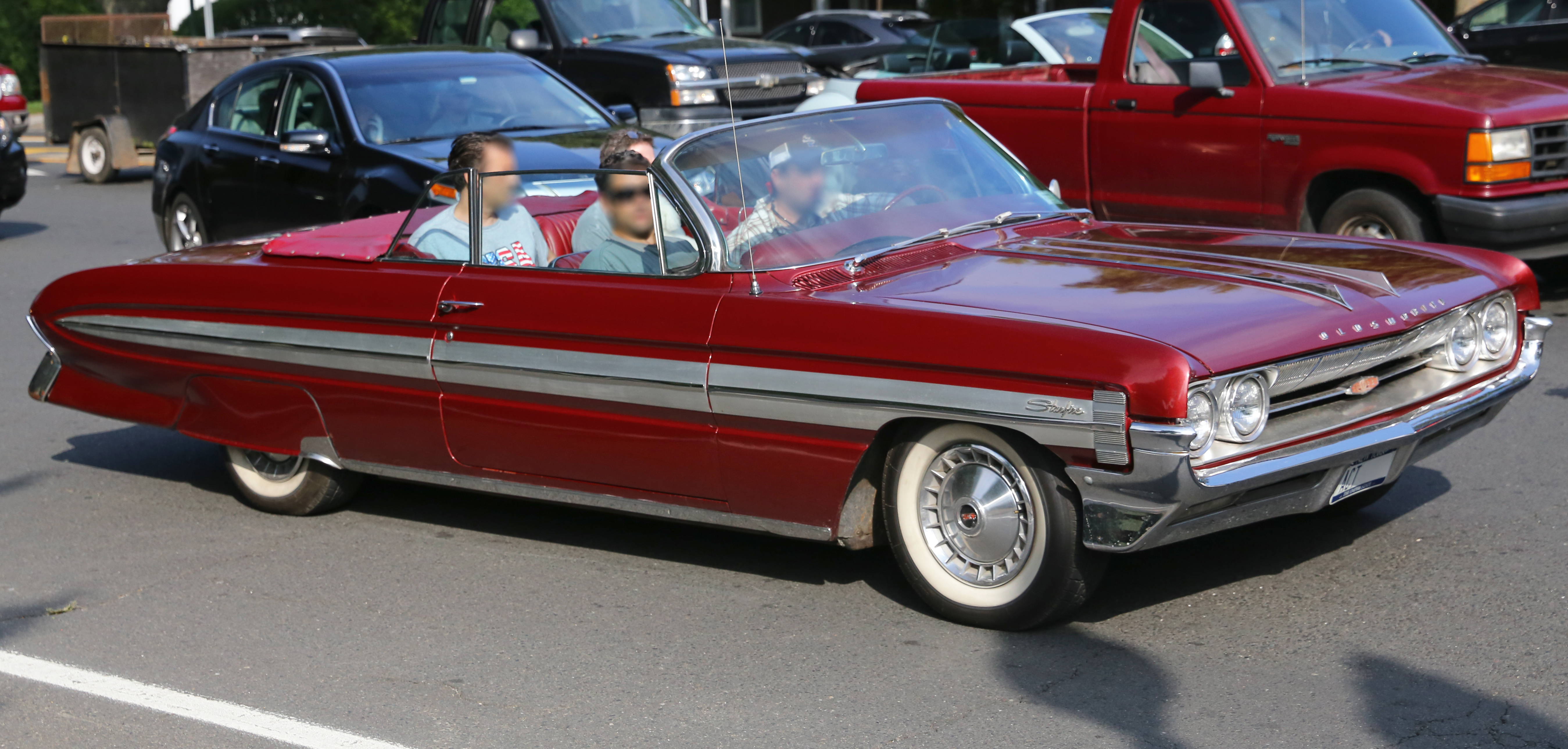
Oldsmobile Starfire (1961)
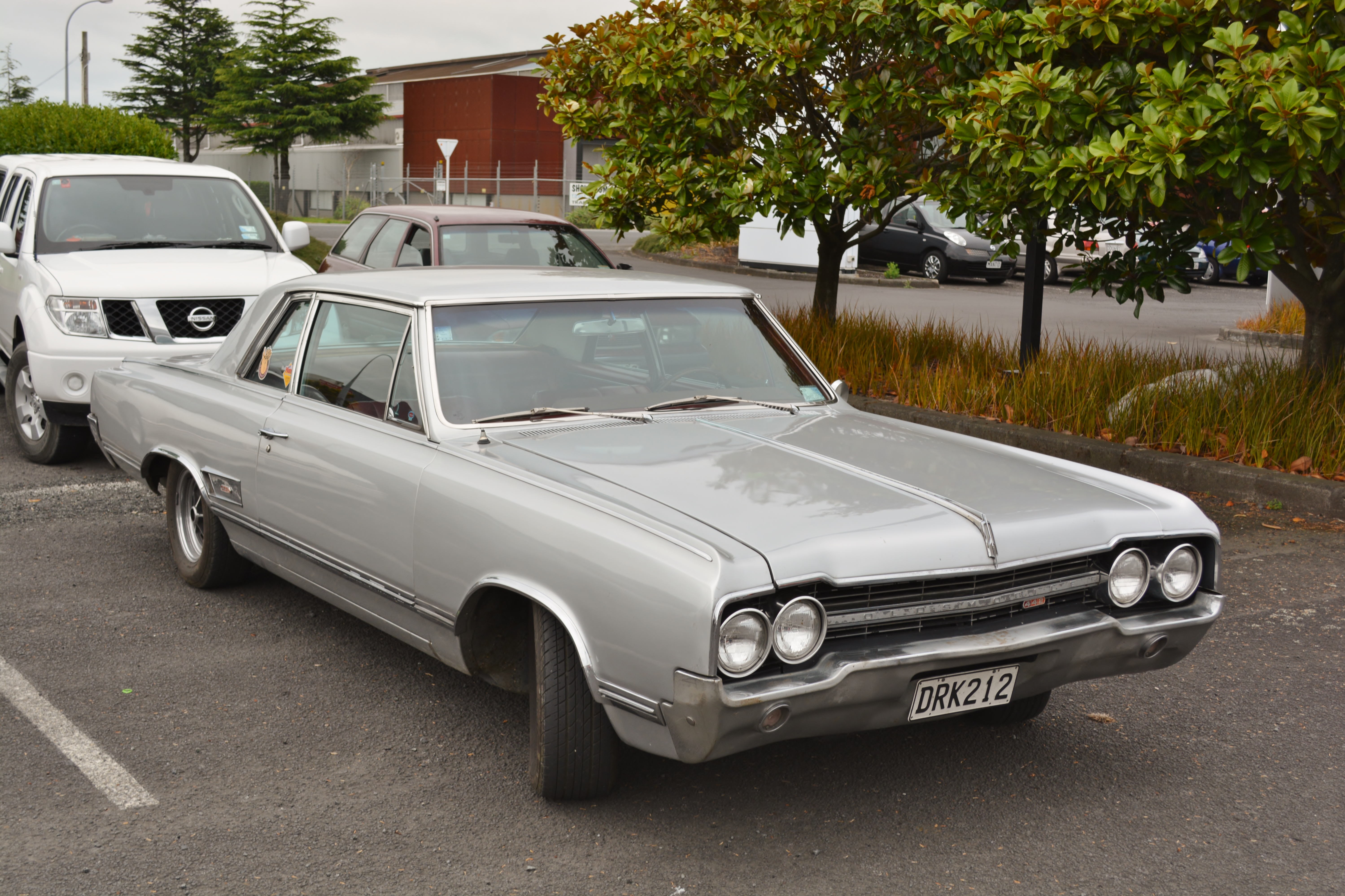
1965 Oldsmobile 442 sport coupe
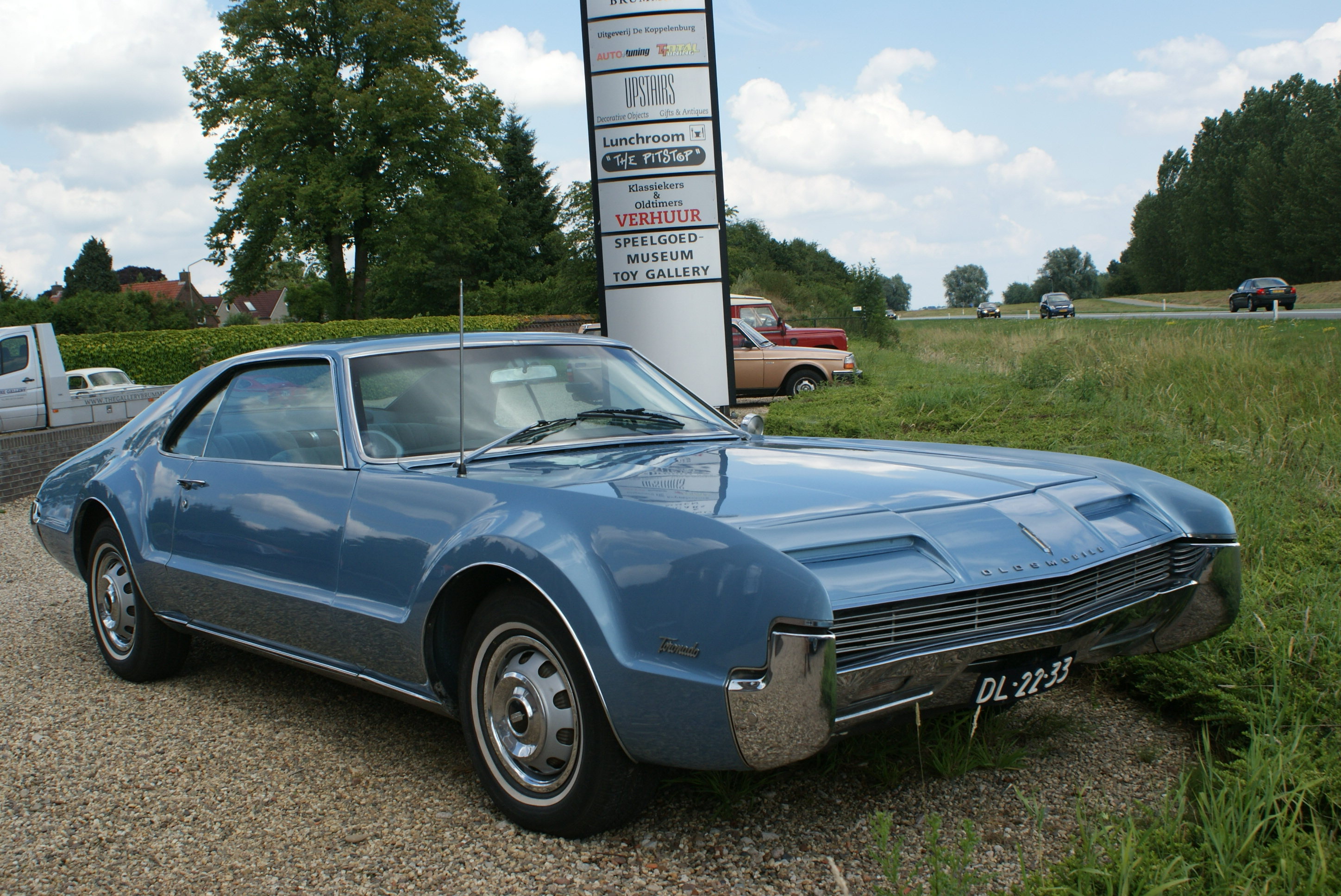
1966 Oldsmobile Toronado
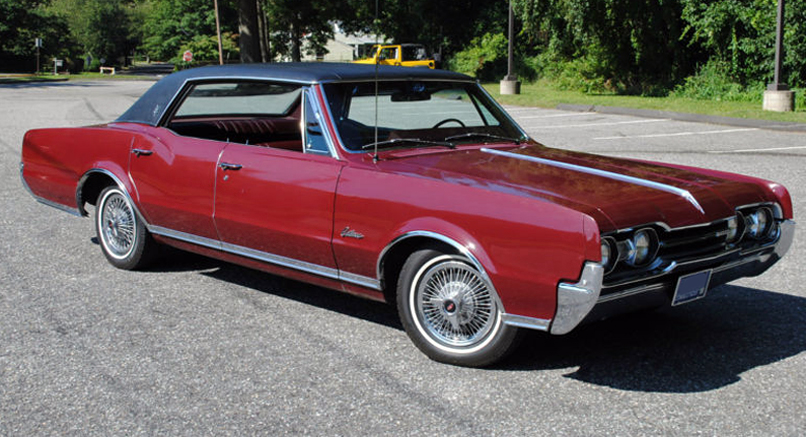
1967 Oldsmobile Cutlass
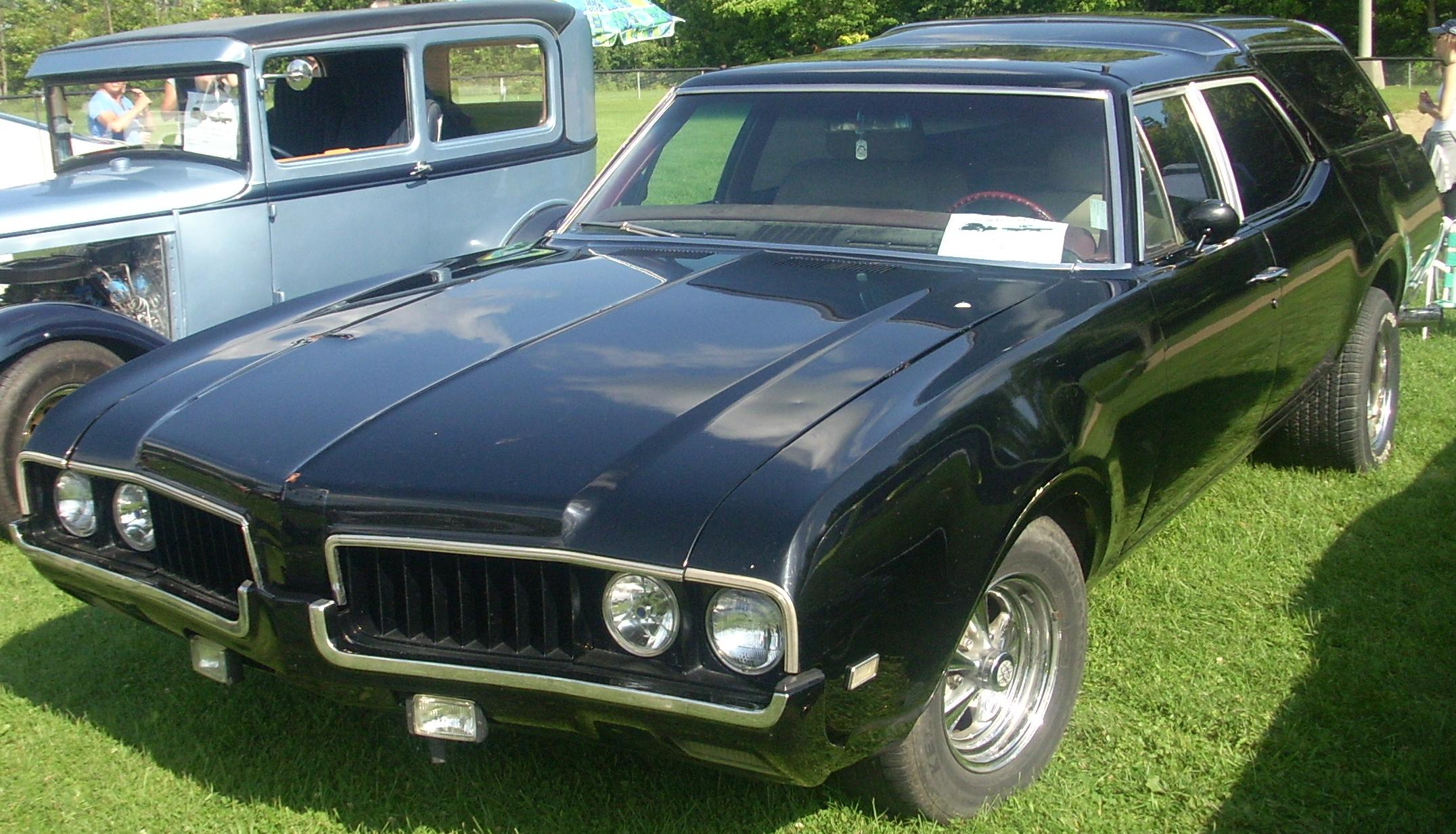
1969 Oldsmobile Vista Cruiser
Az 1981-től 1996-ig, ill. a korai 1997-es modelleken használt logók
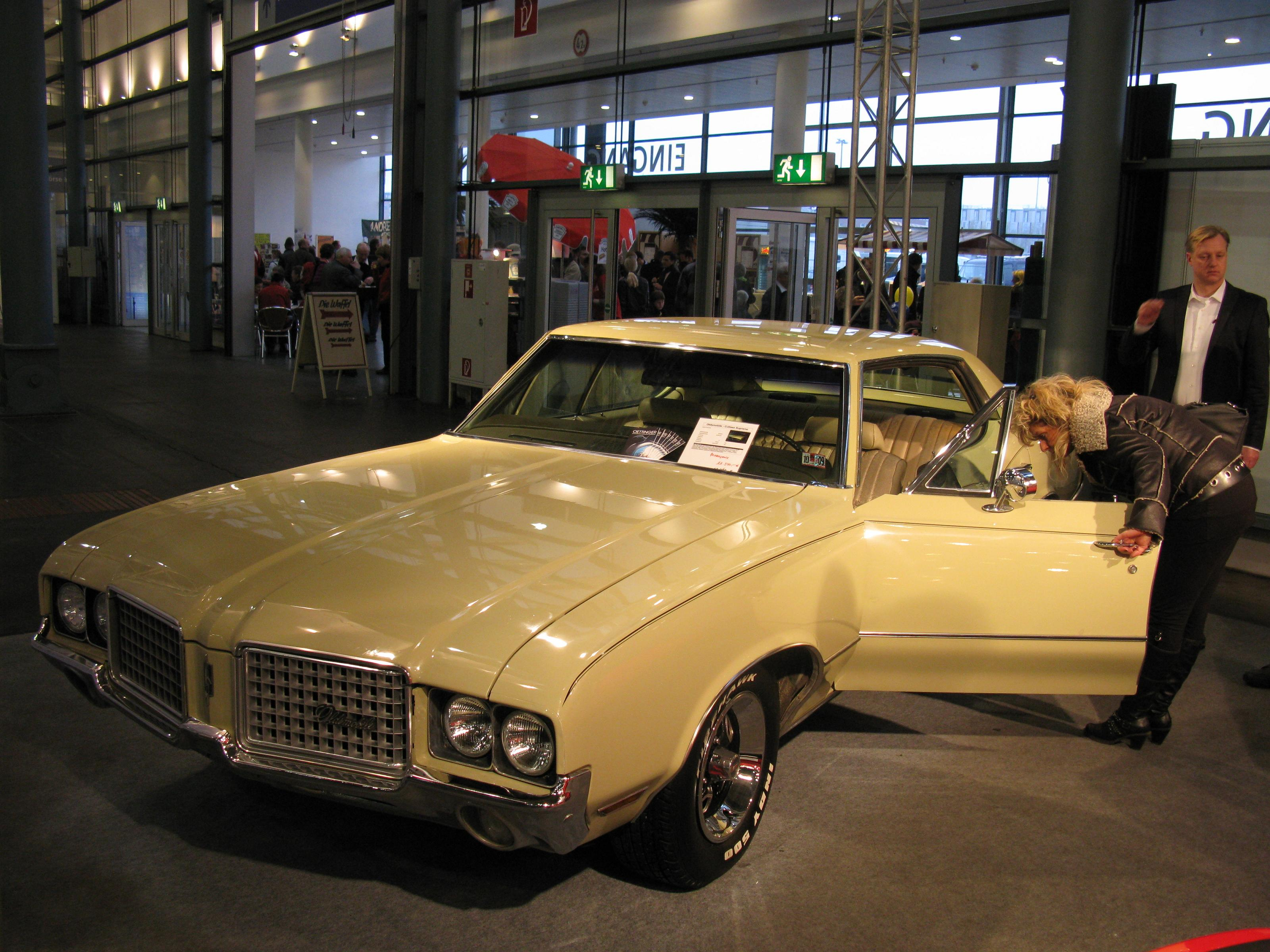
1972 Oldsmobile Cutlass Supreme
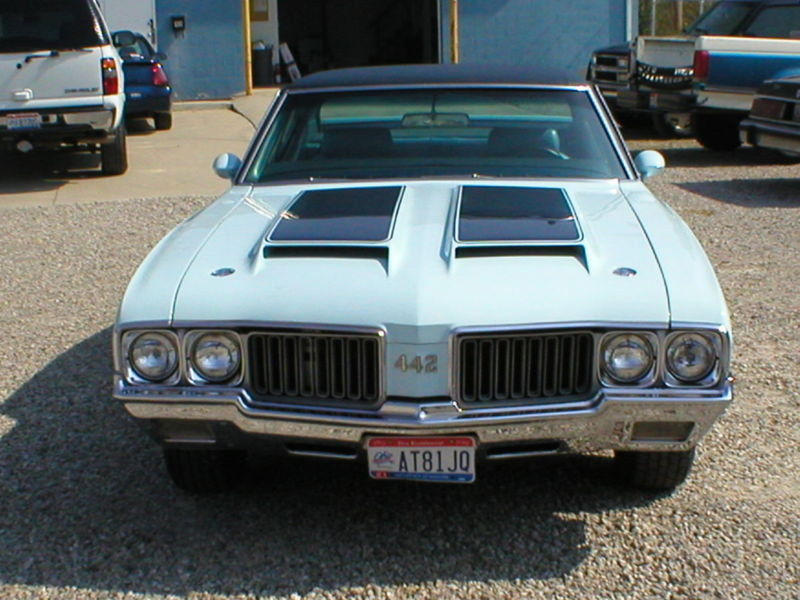
Az 1970-es Oldsmobile 442
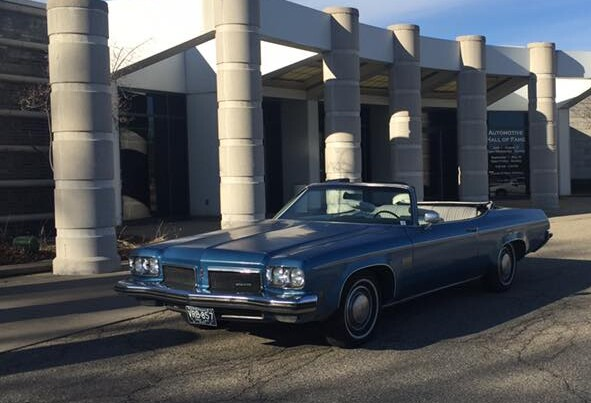
1973 Oldsmobile Delta 88 Convertible
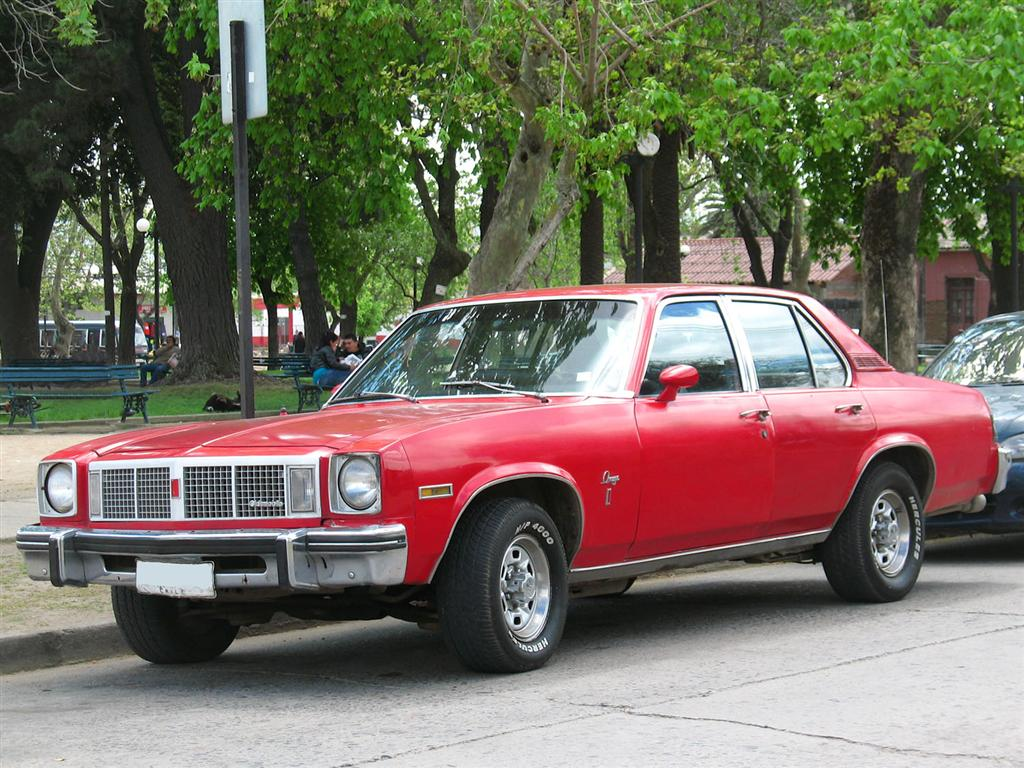
1977 Oldsmobile Omega sedan
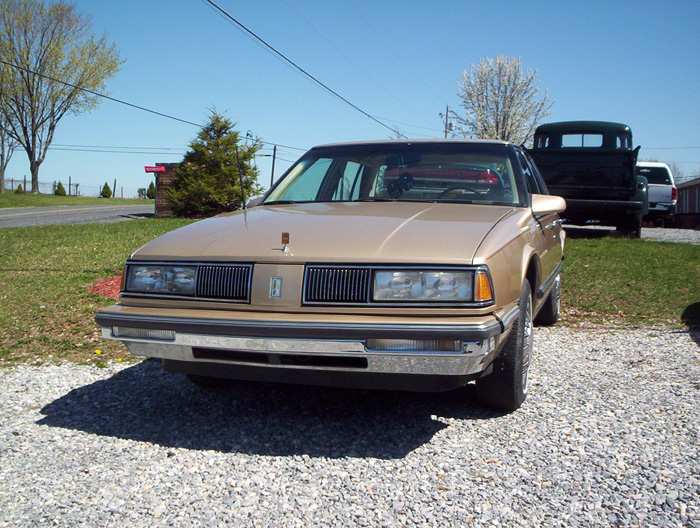
1987 Oldsmobile Delta 88
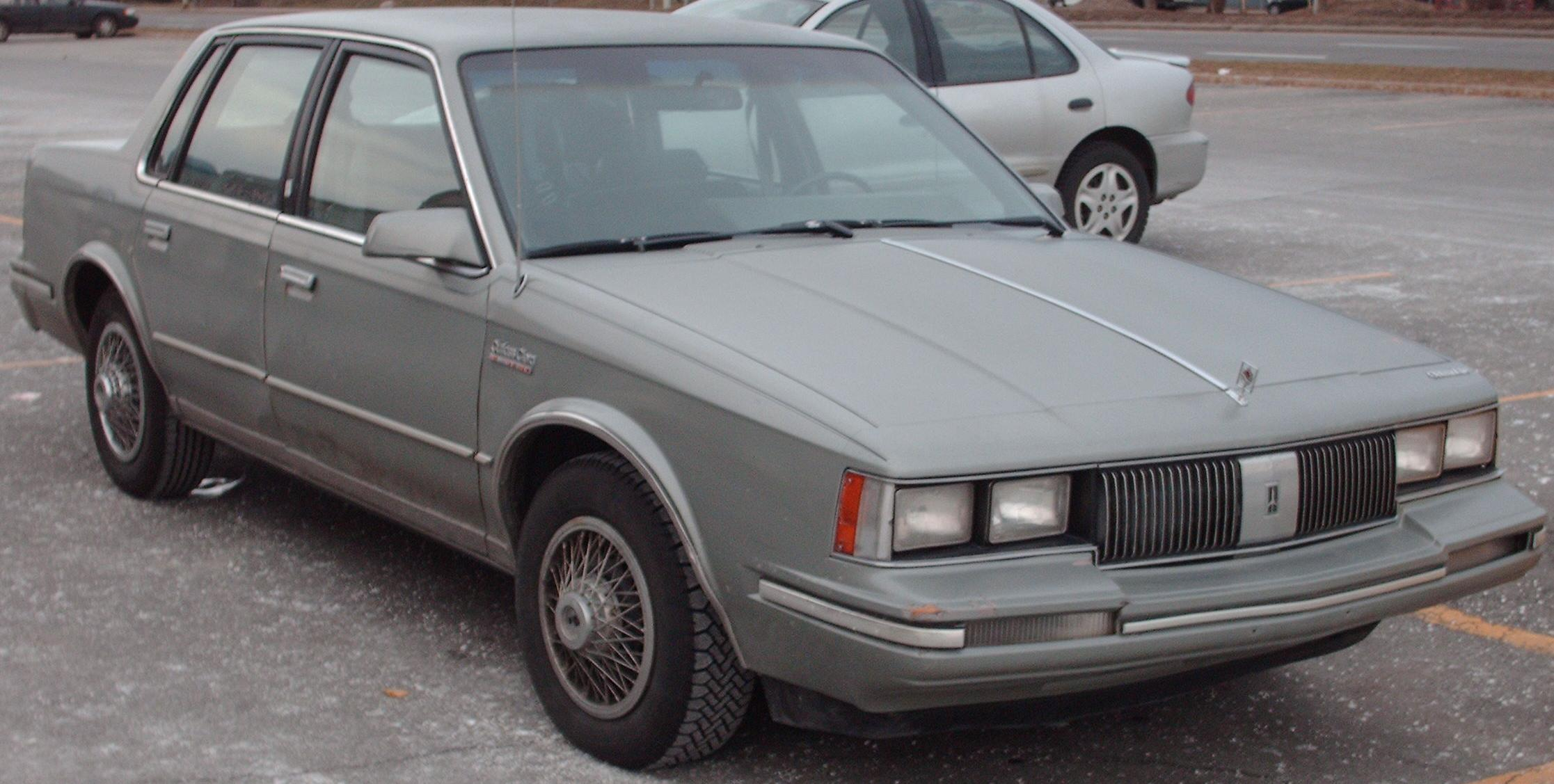
1982 Oldsmobile Cutlass Ciera
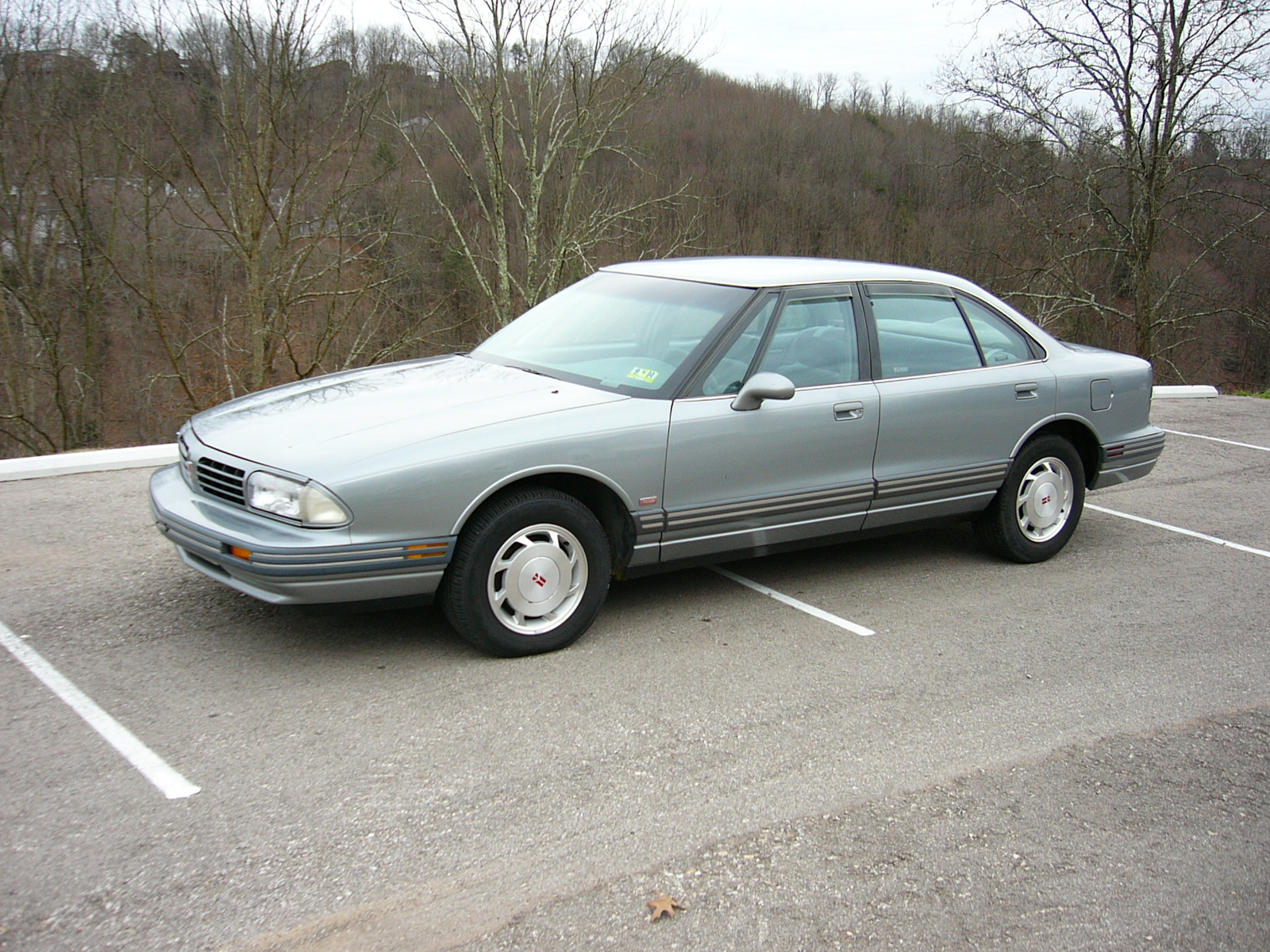
1994 Oldsmobile Eighty-Eight Royale
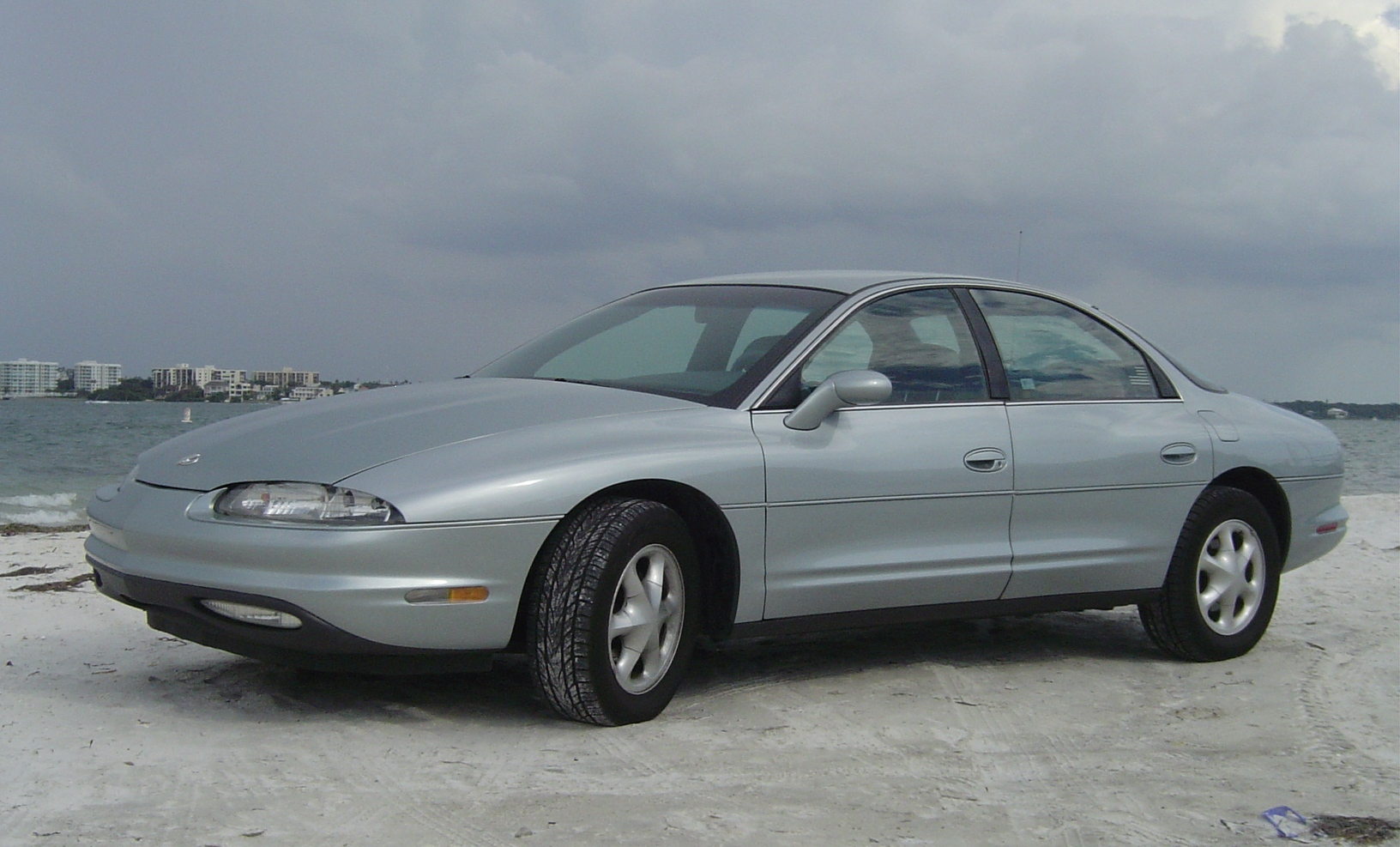
Az Oldsmobile Aurora első  generációja
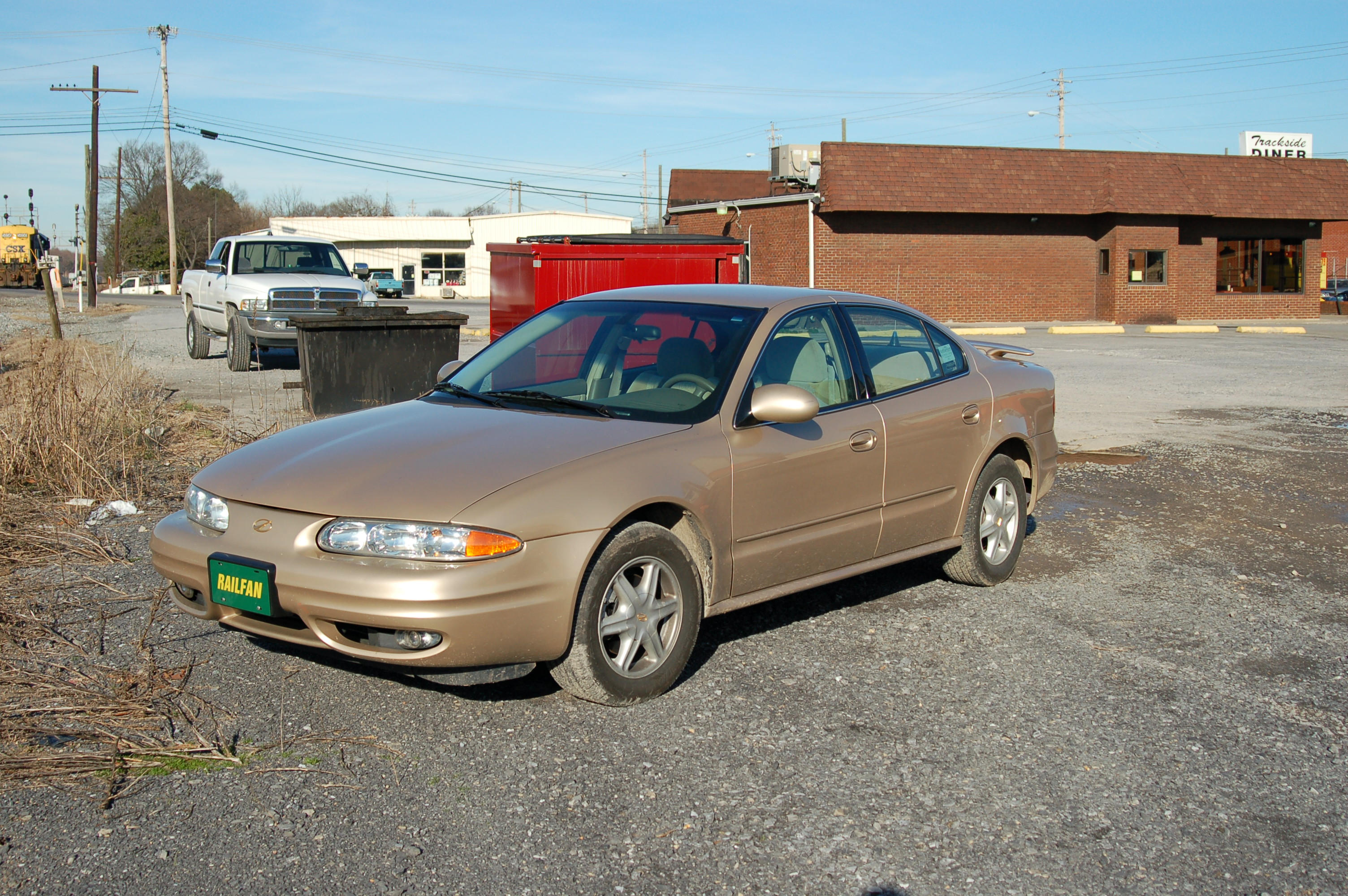
2002 Oldsmobile Alero

## Nevezetes modelljei
- Oldsmobile Cutlass Supreme (1966–1997)
- Oldsmobile 88 (1949-1999)
- Oldsmobile 98 (1941–1996)
- Oldsmobile Toronado (1966–1992)
- Oldsmobile Omega (1973–1984)
- Oldsmobile Calais (vagy Cutlass Calais) (1985–1991)
- Oldsmobile Cutlass Ciera (1982–1996)
- Oldsmobile Custom Cruiser (1971–1992)
- Oldsmobile Starfire (1975–1980)
- Oldsmobile Firenza (1982–1988)

## 1990 és 2004 között bevezetett újratervezett ill. új modellek
- Oldsmobile Achieva (1992–1998)
- Oldsmobile Alero (1999–2004)
- Oldsmobile Aurora (1995–2003)
- Oldsmobile Bravada (1991–2004)
- Oldsmobile Custom Cruiser (1971–1992)
- Oldsmobile Cutlass (1997–1999)
- Oldsmobile Eighty Eight (1949–1999)
- Oldsmobile Intrigue (1998–2002)
- Oldsmobile Ninety-Eight (1941–1996)
- Oldsmobile Silhouette (1990–2004)

## Termelés
| Modellév  | Modell neve           | H.P. Rating | Hengerek száma | Megjegyzések                          |
| --------- | --------------------- | ----------- | -------------- | ------------------------------------- |
| 1902–1903 | Curved Dash Model R   | 5           | 1              |                                       |
| 1902      | Pirate                | 7           | 1              | Racer                                 |
| 1904      | Curved Dash Model 6C  | 7           | 1              |                                       |
| 1904      | Model T               | 10          | 1              | a.k.a. "Light Tonneau"                |
| 1904–1905 | Model N               | 7           | 1              | a.k.a. "Touring Runabout"             |
| 1905–1906 | Curved Dash Model B   | 7           | 1              |                                       |
| 1905      | Side Entrance Tonneau | 20          | 2              | 5-passenger                           |
| 1906      | Model L               |             | 2, opposed     |                                       |
| 1906      | Model S               |             | 4              |                                       |
| 1907      | Curved Dash Model F   | 7           | 1              |                                       |
| 1907      | Model H               |             | 4              |                                       |
| 1907      | Model A               |             | 4              |                                       |
| 1908      | Model M / MR          |             | 4              |                                       |
| 1908–1909 | Model X               |             | 4              |                                       |
| 1908–1909 | Model Z               | 40          | 6              |                                       |
| 1909      | 20                    | 22          | 4              | Derived from Buick 10                 |
| 1909      | Model D / DR          |             | 4              |                                       |
| 1910      | Special               | 40          | 4              | Replaces all previous 4-cylinder cars |
| 1910–1912 | Limited               | 60          | 6              | Introduced 1909 as 1910 model         |
| 1911      | Special               | 36          | 4              | Compressed-air starter (all)          |
| 1911-12   | Autocrat              | 40          | 4              |                                       |
| 1912–1913 | Defender              | 35          | 4              | el. Starter & lighting (all)          |
| 1913      | 53                    | 50          | 6              | Replaces Limited and Autocrat         |
| 1914–1915 | 42                    | 20          | 4              | "Baby-Olds"                           |
| 1914      | 54                    | 50          | 6              | "6th Generation Six"                  |
| 1915-16   | 43                    | 30          | 6              | "4th Generation Four"                 |
| 1915      | 55                    | 50          | 6              | "6th Generation Six"                  |
| 1916      | 44 "Light Eight"      |             | V-8            |                                       |
| 1917      | 45 "Light Eight"      |             | V-8            |                                       |
| 1918      | 45A "Light Eight"     |             | V-8            |                                       |

### Modellek
- Oldsmobile Six (Series F)
- Oldsmobile Eight (Series L)
- Oldsmobile Deluxe
- Oldsmobile 66 and 68 (1939–1948)
- Oldsmobile 76 and 78 (1946–1950)
- Oldsmobile 98 (1941–1996)
- Oldsmobile 88 (1949–1999)
- Oldsmobile F-85 (1961–1967)
- Oldsmobile Starfire (1961–1966 & 1975–1980)
- Oldsmobile Jetstar I (1964–1965)
- Oldsmobile Vista Cruiser (1964–1977)
- Oldsmobile Cutlass (1964–1977, 1980–1981 & 1997–1999)
- Oldsmobile Toronado (1966–1992)
- Oldsmobile Cutlass Supreme (1967–1997)
- Oldsmobile 442 (1968–1980 & 1985–1987)
- Oldsmobile Custom Cruiser (1971–1992)
- Oldsmobile Omega (1973–1984)
- Oldsmobile Cutlass Salon (1973–1980 & 1985–1987)
- Oldsmobile Cutlass Cruiser (1978–1996)
- Oldsmobile Firenza (1982–1988)
- Oldsmobile Cutlass Ciera (1982–1996)
- Oldsmobile Cutlass Calais (1985–1991)
- Oldsmobile Touring Sedan (1987–1990)
- Oldsmobile Silhouette (1990–2004)
- Oldsmobile Bravada (1991–2004)
- Oldsmobile Achieva (1992–1998)
- Oldsmobile Aurora (1995–2003)
- Oldsmobile Intrigue (1998–2002)
- Oldsmobile Alero (1999–2004)

### Koncepcióautók
- Oldsmobile Starfire (1953)
- Oldsmobile Cutlass (1954)
- Oldsmobile F-88 (1954)
- Oldsmobile 88 Delta (1955)
- Oldsmobile Golden Rocket (1956)
- Oldsmobile F-88 Mark II (1957)
- Oldsmobile F-88 Mark III (1959)
- Oldsmobile X-215 (1962)
- Oldsmobile El Torero (1963)
- Oldsmobile J-TR (1963)
- Oldsmobile Thor by Ghia (1967)
- Oldsmobile Incas by ItalDesign (1986)
- Oldsmobile Aerotech (1987)
- Oldsmobile Aerotech III (1989)
- Oldsmobile Tube Car (1989)
- Oldsmobile Expression (1990)
- Oldsmobile Achieva (1991)
- Oldsmobile Anthem (1992)
- Oldsmobile Antares (1995)
- Oldsmobile Alero Alpha (1997)
- Oldsmobile Recon (1999)
- Oldsmobile Profile (2000)
- Oldsmobile O4 (2001)

### Régi Oldsmobile-reklámok képtára

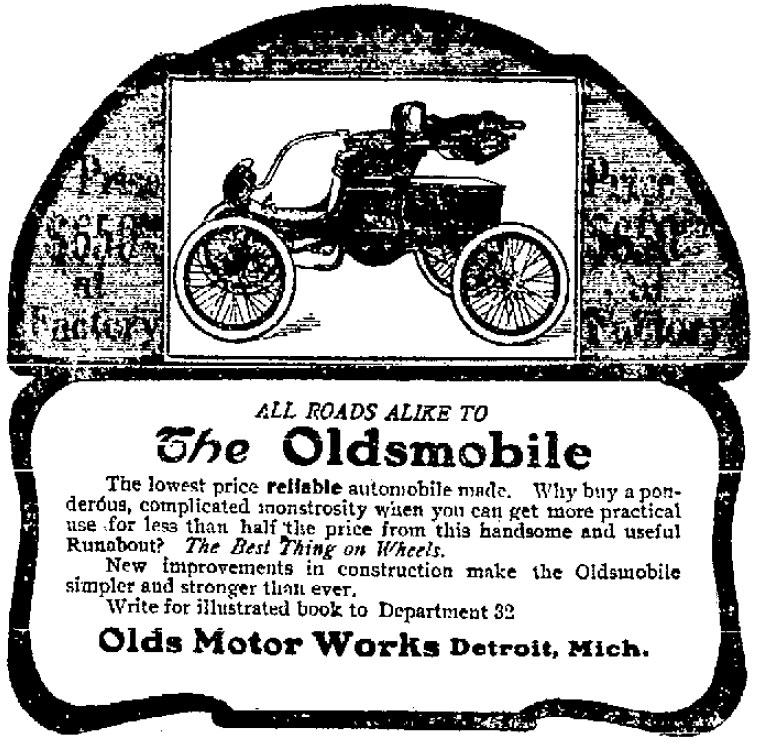
Galveston Daily News, 1902. december 28.
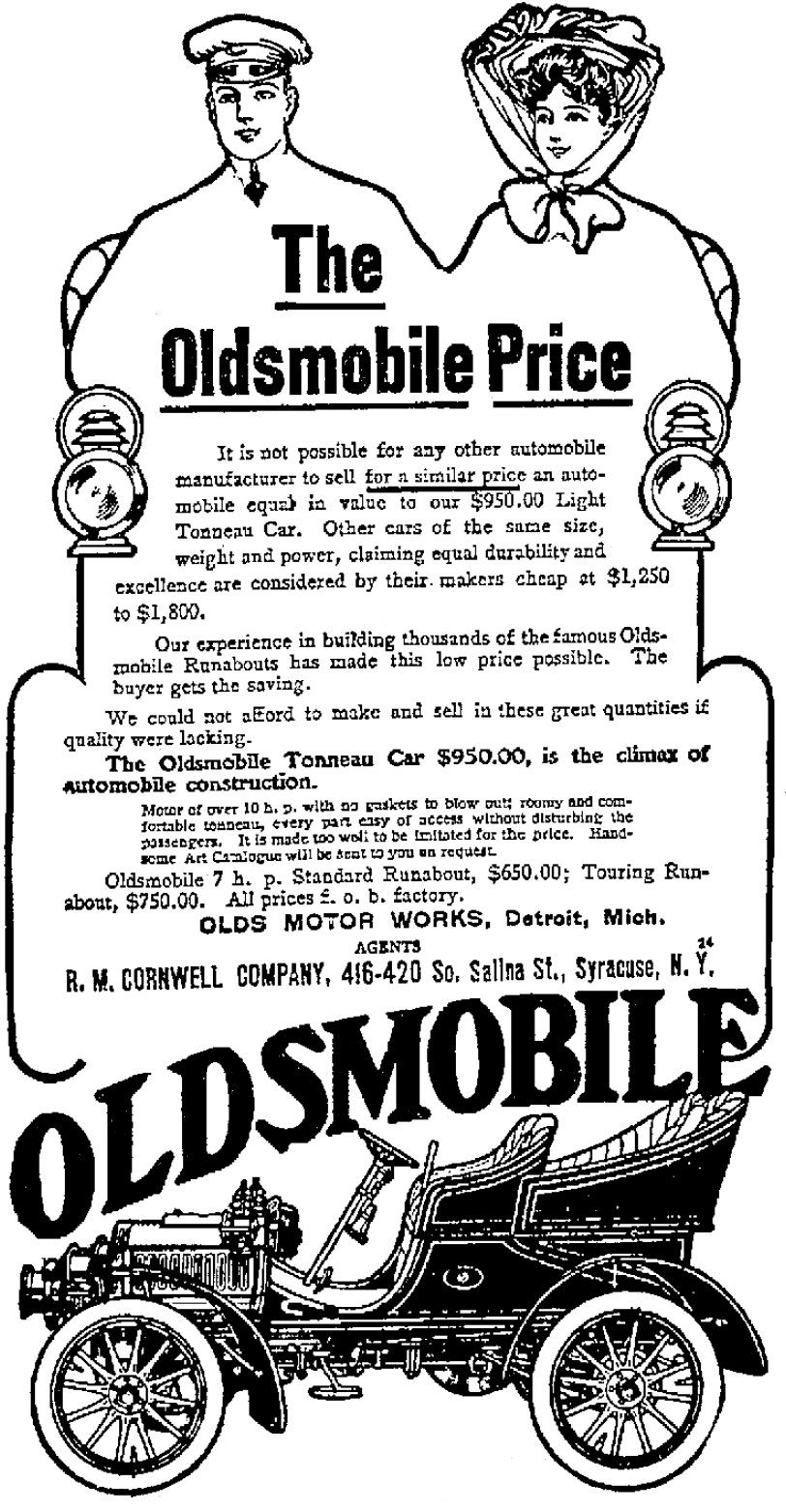
Syracuse Post-Standard, 1904. szeptember 30.
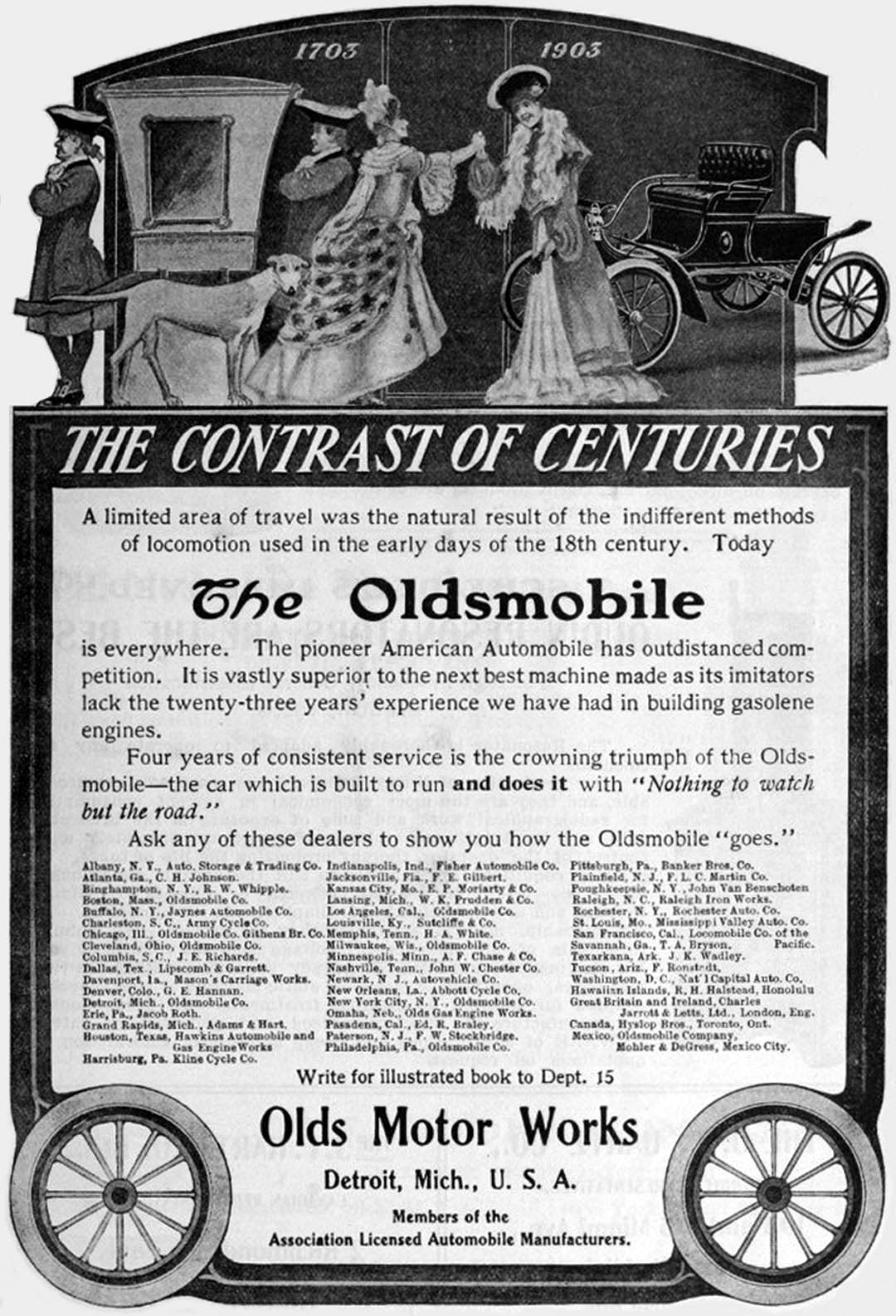
1905
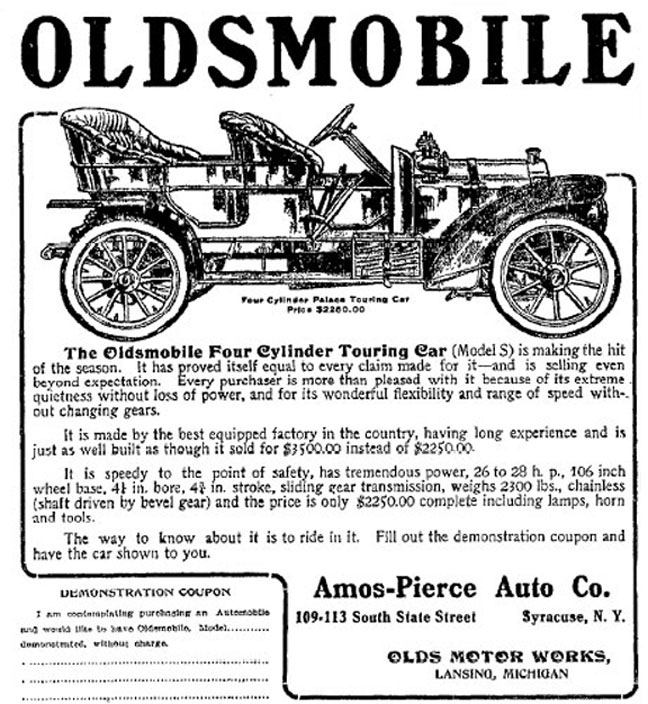
Model S – Syracuse Herald, 1906. április 7.
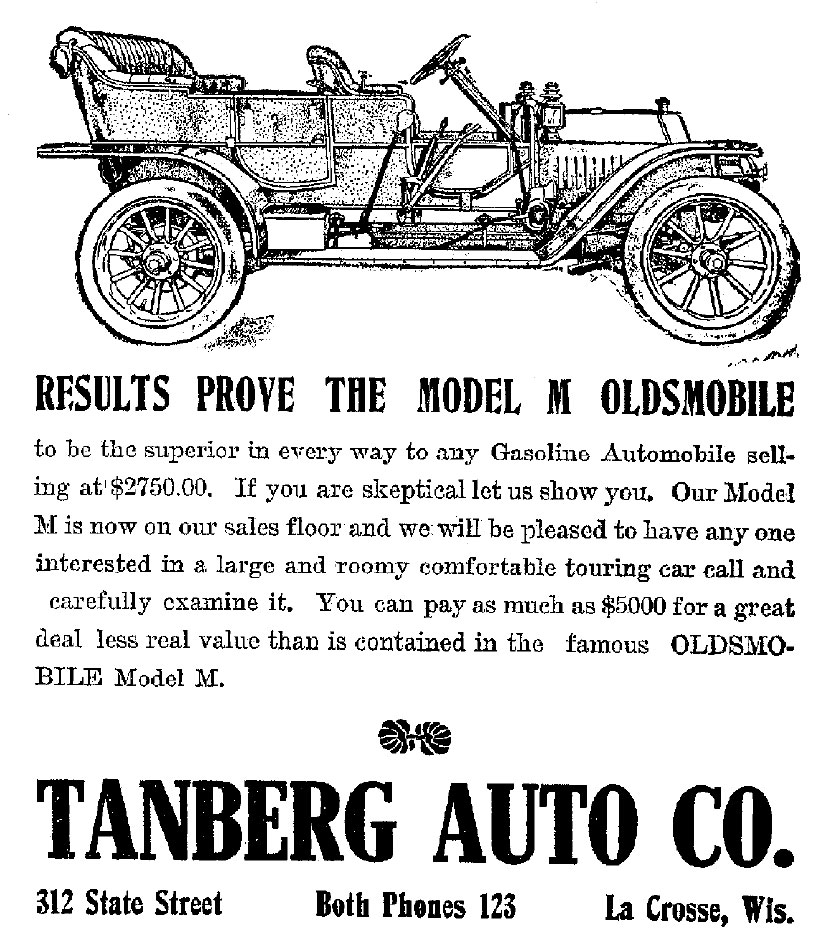
Model M – La Crosse Tribune, 1908. május 8.
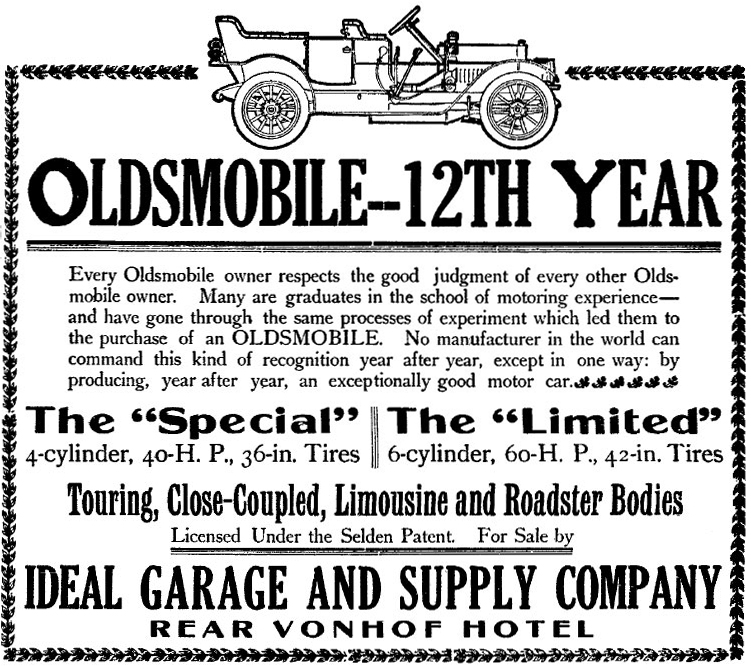
Mansfield News, 1910. április 23.
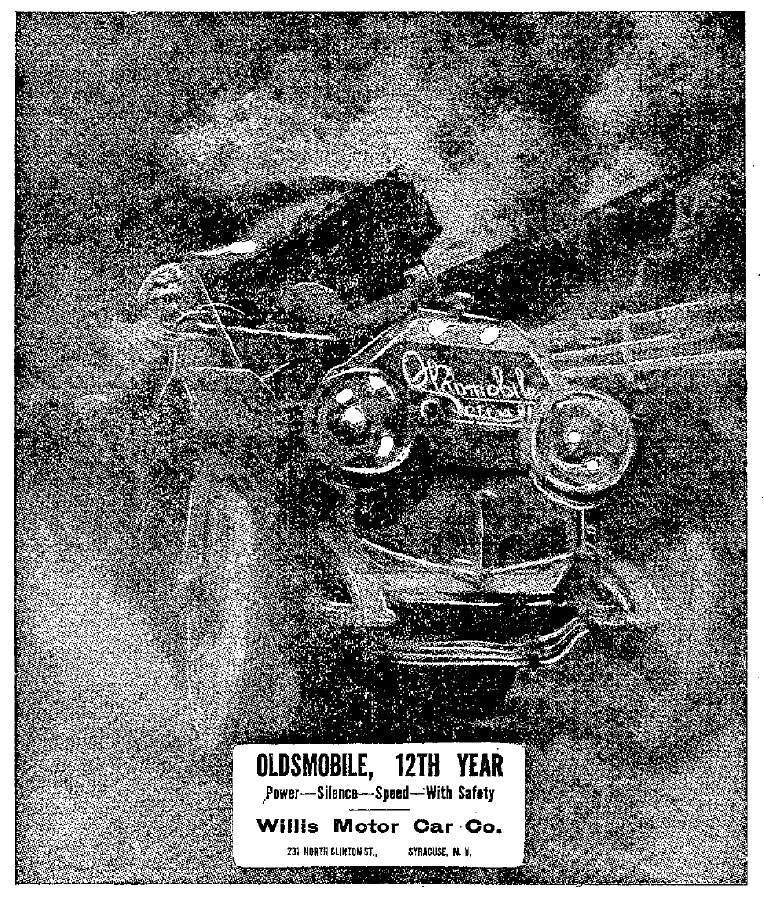
Syracuse Post-Standard, 1910. június 11,.